# Aleksandr Konstantinovich Bagration-Imeretinsky
Aleksandr Konstantinovich Bagration-Imeretinsky (tiếng Ba Lan: Aleksandr Imeretyński, tiếng Nga: Александр Константинович Багратион-Имеретинский, tiếng Gruzia: ალექსანდრე კონსტანტინეს ძე ბაგრატიონ-იმერეტინსკი), sinh ngày 24 tháng 9 năm 1837 mất ngày 17 tháng 11 năm 1900. Là một anh hùng trong cuộc Chiến tranh Nga-Thổ Nhĩ Kỳ, ông giữ chức Thống đốc Warszawa.
Năm 1867, ông nhận chức thiếu tướng.
Năm 1897, ông thay thế Pavel Andreyevich Shuvalov trở thành Thống đốc Warszawa. Ông cho phép xây dựng tượng đài nhà thơ vĩ đại Ba Lan, Adam Mickiewicz.